# Namika/Diskografie
Diese Diskografie ist eine Übersicht über die musikalischen Werke der deutsch-marokkanischen Contemporary-R&B-Sängerin Namika und ihrer Pseudonyme wie Hän Violett. Den Schallplattenauszeichnungen zufolge verkaufte sie bisher mehr als 1,9 Millionen Tonträger. Ihre erfolgreichste Veröffentlichung ist die Single Lieblingsmensch mit über 830.000 verkauften Einheiten.

## Alben

### Studioalben
| Jahr | Titel Musiklabel              | Höchstplatzierung, Gesamtwochen, AuszeichnungChartplatzierungen (Jahr, Titel, Musiklabel, Platzierungen, Wochen, Auszeichnungen, Anmerkungen) | Höchstplatzierung, Gesamtwochen, AuszeichnungChartplatzierungen (Jahr, Titel, Musiklabel, Platzierungen, Wochen, Auszeichnungen, Anmerkungen) | Höchstplatzierung, Gesamtwochen, AuszeichnungChartplatzierungen (Jahr, Titel, Musiklabel, Platzierungen, Wochen, Auszeichnungen, Anmerkungen) | Anmerkungen                                            |
| Jahr | Titel Musiklabel              | DE | AT | CH | Anmerkungen                                            |
| ---- | ----------------------------- | --- | --- | --- | ------------------------------------------------------ |
| 2015 | Nador Jive Records (Sony)     | DE13 Gold · (34 Wo.)DE | AT58 (4 Wo.)AT | CH36 (15 Wo.)CH | Erstveröffentlichung: 18. Mai 2015 Verkäufe: + 100.000 |
| 2018 | Que Walou Jive Records (Sony) | DE12 (31 Wo.)DE | AT46 (1 Wo.)AT | CH29 (9 Wo.)CH | Erstveröffentlichung: 1. Juni 2018                     |

### Mixtapes
| Jahr | Titel Musiklabel         | Anmerkungen                                         |
| ---- | ------------------------ | --------------------------------------------------- |
| 2013 | Flow zum Gesang YouTunez | Erstveröffentlichung: 8. April 2013 als Hän Violett |

### EPs
| Jahr | Titel Musiklabel                                | Anmerkungen                                                                   |
| ---- | ----------------------------------------------- | ----------------------------------------------------------------------------- |
| 2015 | Hellwach Jive Records (Sony)                    | Erstveröffentlichung: 28. August 2015 Verkäufe werden der Single hinzuaddiert |
| 2018 | Live @ Deluxe Music Session Jive Records (Sony) | Erstveröffentlichung: 26. Oktober 2018                                        |

## Singles

### Als Leadmusikerin
| Jahr | Titel Album                        | Höchstplatzierung, Gesamtwochen, AuszeichnungChartplatzierungen (Jahr, Titel, Album, Platzierungen, Wochen, Auszeichnungen, Anmerkungen) | Höchstplatzierung, Gesamtwochen, AuszeichnungChartplatzierungen (Jahr, Titel, Album, Platzierungen, Wochen, Auszeichnungen, Anmerkungen) | Höchstplatzierung, Gesamtwochen, AuszeichnungChartplatzierungen (Jahr, Titel, Album, Platzierungen, Wochen, Auszeichnungen, Anmerkungen) | Anmerkungen                                                                   |
| Jahr | Titel Album                        | DE | AT | CH | Anmerkungen                                                                   |
| ---- | ---------------------------------- | --- | --- | --- | ----------------------------------------------------------------------------- |
| 2015 | Nador                              | — | — | — | Erstveröffentlichung: 19. Mai 2015                                            |
| 2015 | Wenn sie kommen Nador              | — | — | — | Erstveröffentlichung: 2. Juni 2015 feat. Ali As                               |
| 2015 | Na-Mi-Ka Hellwach EP               | — | — | — | Erstveröffentlichung: 22. Juli 2015                                           |
| 2015 | Mein Film Hellwach EP              | — | — | — | Erstveröffentlichung: 6. August 2015 feat. MoTrip                             |
| 2015 | Lieblingsmensch Nador              | DE1 ×2Doppelplatin · (43 Wo.)DE | AT2 Gold · (32 Wo.)AT | CH14 Gold · (30 Wo.)CH | Erstveröffentlichung: 7. August 2015 Verkäufe: + 830.000                      |
| 2015 | Hellwach Nador • Hellwach EP       | DE62 (1 Wo.)DE | — | — | Erstveröffentlichung: 28. August 2015                                         |
| 2016 | Kompliziert Nador                  | DE60 (9 Wo.)DE | — | — | Erstveröffentlichung: 5. Februar 2016                                         |
| 2018 | Ahmed (1960–2002) Que Walou        | — | — | — | Erstveröffentlichung: 29. März 2018                                           |
| 2018 | Que Walou                          | — | — | — | Erstveröffentlichung: 29. März 2018                                           |
| 2018 | Je ne parle pas français Que Walou | DE1 Platin · (36 Wo.)DE | AT16 Gold · (24 Wo.)AT | CH7 ×2Doppelplatin · (30 Wo.)CH | Erstveröffentlichung: 13. April 2018 Verkäufe: + 455.000; Remix feat. Black M |
| 2018 | Ich will dich vermissen Que Walou  | — | — | — | Erstveröffentlichung: 11. Mai 2018                                            |
| 2018 | Zirkus Que Walou                   | — | — | — | Erstveröffentlichung: 31. Mai 2018                                            |
| 2022 | Globus –                           | — | — | — | Erstveröffentlichung: 6. Mai 2022                                             |
| 2022 | Touché –                           | — | — | — | Erstveröffentlichung: 24. Juni 2022 feat. Pajel                               |
| 2023 | Liebe ist … –                      | — | — | — | Erstveröffentlichung: 10. Februar 2023 feat. Zaz                              |

### Als Gastmusikerin
| Jahr | Titel Album                             | Höchstplatzierung, Gesamtwochen, AuszeichnungChartplatzierungen (Jahr, Titel, Album, Platzierungen, Wochen, Auszeichnungen, Anmerkungen) | Höchstplatzierung, Gesamtwochen, AuszeichnungChartplatzierungen (Jahr, Titel, Album, Platzierungen, Wochen, Auszeichnungen, Anmerkungen) | Höchstplatzierung, Gesamtwochen, AuszeichnungChartplatzierungen (Jahr, Titel, Album, Platzierungen, Wochen, Auszeichnungen, Anmerkungen) | Anmerkungen |
| Jahr | Titel Album                             | DE | AT | CH | Anmerkungen |
| ---- | --------------------------------------- | --- | --- | --- | --- |
| 2016 | Lass sie tanzen (Square Dance) Euphoria | DE37 Platin · (23 Wo.)DE | — | — | Erstveröffentlichung: 3. März 2016 Verkäufe: + 600.000; Ali As feat. Namika                                        |
| 2018 | Holidays Are Coming –                   | DE97 (3 Wo.)DE | — | — | Erstveröffentlichung: 9. November 2018 The Kingdom Choir feat. Camélia Jordana & Namika Original: Melanie Thornton |
| 2022 | Komm mit mir Dirty South                | — | — | — | Erstveröffentlichung: 15. Dezember 2022 Rua feat. Namika                                                           |

## Musikvideos
| Jahr | Titel                          | Regisseur(e) |
| ---- | ------------------------------ | --- |
| 2013 | So weit gehn’                  | |
| 2013 | Leute denken                   | |
| 2013 | Hey                            | |
| 2013 | Ich flow weiter                | |
| 2013 | Wie es weiter geht             | |
| 2015 | Nador                          | Justin Izumi |
| 2015 | Wenn sie kommen                | Justin Izumi |
| 2015 | Meine Schuld                   | |
| 2015 | Lieblingsmensch                | Justin Izumi |
| 2015 | Na-Mi-Ka                       | Mikis Fontagnier                                                                                                 |
| 2015 | Mein Film                      | Mikis Fontagnier                                                                                                 |
| 2015 | Hellwach                       | Vi-Dan Tran |
| 2016 | Kompliziert                    | Justin Izumi (Singleversion) Justin Izumi (Remixversion)                                                         |
| 2016 | Lass sie tanzen (Square Dance) | Art Davis, Sluga                                                                                                 |
| 2016 | Wie Sand                       | Andreas Z. Simon                                                                                                 |
| 2018 | Ahmed (1960–2002)              | Markus Pajtler                                                                                                   |
| 2018 | Que Walou                      | Markus Pajtler                                                                                                   |
| 2018 | Je ne parle pas français       | Sascha Kuznia, Vladimir Scheiermann (Soloversion) Sascha Kuznia, Vladimir Scheiermann (Remixversion mit Black M) |
| 2018 | Ich will dich vermissen        | saymyname. |
| 2018 | Zirkus                         | Stefanie Soho |
| 2018 | Alles was zählt                | Ramon Rigoni |
| 2018 | Phantom                        | |
| 2022 | Globus                         | Ivo Heffner |
| 2022 | Touché                         | Bad Kids |
| 2022 | Komm mit mir                   | Felix Scholzen                                                                                                   |
| 2023 | Liebe ist …                    | Laura Russ |

## Sonderveröffentlichungen
| Jahr | Titel Album                                                 | Anmerkungen                                                          |
| ---- | ----------------------------------------------------------- | -------------------------------------------------------------------- |
| 2016 | Lass sie tanzen (Square Dance) Euphoria                     | Erstveröffentlichung: 25. März 2016 Ali As feat. Namika              |
| 2017 | Traum Ich bin 3 Berliner                                    | Erstveröffentlichung: 28. April 2017 Ufo361 feat. Namika             |
| 2019 | Küssen kann man nicht alleine (MTV Unplugged) MTV Unplugged | Erstveröffentlichung: 22. November 2019 Max Raabe feat. Namika       |
| 2021 | Nichts ist so schön wie du Nostalgie Tape                   | Erstveröffentlichung: 3. September 2021 Moses Pelham feat. Namika    |
| 2021 | Ein Monolog Playlist                                        | Erstveröffentlichung: 22. Oktober 2021 Sebastian Fitzek feat. Namika |
| 2023 | Komm mit mir Dirty South                                    | Erstveröffentlichung: 26. Januar 2023 Rua feat. Namika               |

| Jahr | Titel Album                                                   | Anmerkungen                                                    |
| ---- | ------------------------------------------------------------- | -------------------------------------------------------------- |
| 2011 | Das is Hän Violett Ich bin FFM – Sampler Volume III           | Erstveröffentlichung: 7. Oktober 2011 als Hän Violett          |
| 2015 | Rudolf, das kleine Rentier Giraffenaffen 4 – Winterzeit       | Erstveröffentlichung: 6. November 2015 Original: Johnny Marks  |
| 2016 | Wie Sand Dein Song 2016                                       | Erstveröffentlichung: 18. März 2016 mit Leontina Klein         |
| 2016 | Zauberland Alles und noch viel mehr                           | Erstveröffentlichung: 29. Juli 2016 Original: Rio Reiser       |
| 2016 | Zieh die Schuh aus Songs für die Ewigkeit – Tribute to … 2016 | Erstveröffentlichung: 23. Dezember 2016 Original: Roger Cicero |

| Jahr | Titel Soundtrack zu                  | Anmerkungen                              |
| ---- | ------------------------------------ | ---------------------------------------- |
| 2016 | Spotlight                            | Erstveröffentlichung: 26. September 2016 |
| 2017 | Coole Katze Wendy – Der Film         | Erstveröffentlichung: 27. Januar 2017    |
| 2019 | Wir können alles sein Rate Your Date | Erstveröffentlichung: 22. Februar 2019   |

## Promoveröffentlichungen
| Jahr | Titel Album                                                 | Anmerkungen                                                          |
| ---- | ----------------------------------------------------------- | -------------------------------------------------------------------- |
| 2016 | Zauberland Alles und noch viel mehr                         | Erstveröffentlichung: 29. Juli 2016 Original: Rio Reiser             |
| 2019 | Küssen kann man nicht alleine (MTV Unplugged) MTV Unplugged | Erstveröffentlichung: 8. November 2019 Max Raabe feat. Namika        |
| 2021 | Ein Monolog Playlist                                        | Erstveröffentlichung: 18. Oktober 2021 Sebastian Fitzek feat. Namika |

## Statistik

### Chartauswertung
|                     | DE    | AT    | CH    |
| ------------------- | ----- | ----- | ----- |
| Nummer-eins-Alben   | DE—DE | AT—AT | CH—CH |
| Top-10-Alben        | DE—DE | AT—AT | CH—CH |
| Alben in den Charts | DE2DE | AT2AT | CH2CH |

|                       | DE    | AT    | CH    |
| --------------------- | ----- | ----- | ----- |
| Nummer-eins-Singles   | DE2DE | AT—AT | CH—CH |
| Top-10-Singles        | DE2DE | AT1AT | CH1CH |
| Singles in den Charts | DE6DE | AT2AT | CH2CH |

### Auszeichnungen für Musikverkäufe
Anmerkung: Auszeichnungen in Ländern aus den Charttabellen bzw. Chartboxen sind in ebendiesen zu finden.
| Land/RegionAuszeichnungen für Musikverkäufe (Land/Region, Auszeichnungen, Verkäufe, Quellen) | Gold     | Platin     | Verkäufe  | Quellen           |
| -------------------------------------------------------------------------------------------- | -------- | ---------- | --------- | ----------------- |
| Deutschland (BVMI)                                                                           | Gold1    | 4× Platin4 | 1.900.000 | musikindustrie.de |
| Österreich (IFPI)                                                                            | 2× Gold2 | —          | 30.000    | ifpi.at           |
| Schweiz (IFPI)                                                                               | Gold1    | 2× Platin2 | 55.000    | hitparade.ch      |
| Insgesamt                                                                                    | 4× Gold4 | 6× Platin6 |           |                   |